# Verdelais
Verdelais – miejscowość i gmina we Francji, w regionie Nowa Akwitania, w departamencie Żyronda.
Według danych na rok 1990 gminę zamieszkiwało 869 osób, a gęstość zaludnienia wynosiła 183 osób/km² (wśród 2290 gmin Akwitanii Verdelais plasuje się na 482. miejscu pod względem liczby ludności, natomiast pod względem powierzchni na miejscu 1441.).